# Gabriel Soares
Gabriel Soares (Foz do Iguaçu, 22 de enero de 1997) es un deportista italiano de origen brasileño que compite en remo.
Participó en los Juegos Olímpicos de París 2024, obteniendo una medalla de plata en la prueba de doble scull ligero.
Ganó tres medallas en el Campeonato Mundial de Remo entre los años 2019 y 2023, y seis medallas en el Campeonato Europeo de Remo entre los años 2019 y 2024.

## Palmarés internacional
| Juegos Olímpicos   | Juegos Olímpicos         | Juegos Olímpicos  | Juegos Olímpicos        |
| Año                | Lugar                    | Medalla           | Prueba                  |
| ------------------ | ------------------------ | ----------------- | ----------------------- |
| 2024               | París (Francia)          | Medalla de plata  | Doble scull ligero      |
| Campeonato Mundial |                          |                   |                         |
| Año                | Lugar                    | Medalla           | Prueba                  |
| 2019               | Ottensheim (Austria)     | Medalla de plata  | Cuatro scull ligero     |
| 2022               | Račice (República Checa) | Medalla de oro    | Scull individual ligero |
| 2023               | Belgrado (Serbia)        | Medalla de bronce | Doble scull ligero      |
| Campeonato Europeo |                          |                   |                         |
| Año                | Lugar                    | Medalla           | Prueba                  |
| 2019               | Lucerna (Suiza)          | Medalla de oro    | Cuatro scull ligero     |
| 2020               | Poznań (Polonia)         | Medalla de oro    | Cuatro scull ligero     |
| 2021               | Varese (Italia)          | Medalla de plata  | Scull individual ligero |
| 2022               | Múnich (Alemania)        | Medalla de plata  | Scull individual ligero |
| 2023               | Bled (Eslovenia)         | Medalla de plata  | Doble scull ligero      |
| 2024               | Szeged (Hungría)         | Medalla de plata  | Doble scull ligero      |